# Meriola davidi
Meriola davidi là một loài nhện trong họ Trachelidae.
Loài này thuộc chi Meriola. Meriola davidi được Cristian J. Grismado miêu tả năm 2004.